# Campionati europei di nuoto artistico 2025 - Solo tecnico maschile
La gara dal solo tecnico maschile ai campionati europei di nuoto artistico 2025 si è svolta il 5 giugno 2025 presso il Penteada Olympic Swimming Pools Complex di Funchal. Hanno preso parte alla competizione 6 squadre nazionali

## Risultati
| Pos. | Atleta                 | Squadra       | DD    | EL       | AI       | Punti    | Pen |
| ---- | ---------------------- | ------------- | ----- | -------- | -------- | -------- | --- |
|      | Ranjuo Tomblin         | Gran Bretagna | 29.15 | 139.7225 | 94.7000  | 234.4225 |     |
|      | Filippo Pelati         | Italia        | 29.05 | 136.6759 | 95.9500  | 232.6259 |     |
|      | Dennis Gonzalez Boneu  | Spagna        | 24.55 | 111.4642 | 102.2000 | 213.6642 |     |
| 4    | David Martinez Delgado | Svezia        | 24.55 | 114.3500 | 85.9000  | 200.2500 |     |
| 5    | Marios Kritsas         | Grecia        | 26.35 | 114.0475 | 85.6000  | 199.6475 |     |
| 6    | Dimitar Isaev          | Bulgaria      | 14.05 | 63.4500  | 76.1500  | 139.6000 |     |